# Annika Eclund
Annika Elisabet Eclund, född Andersson 12 april 1961 i Tibro, är en svensk politiker (kristdemokrat). Hon var ordinarie riksdagsledamot 2010–2018, invald för Västra Götalands läns östra valkrets.
I riksdagen var hon ledamot i utbildningsutskottet 2014–2018 och kvittningsperson för Kristdemokraterna 2014–2018. Hon var även suppleant i arbetsmarknadsutskottet, civilutskottet, kulturutskottet, miljö- och jordbruksutskottet, socialförsäkringsutskottet, socialutskottet och utbildningsutskottet.